# مافرانغاه
مافرانغاه (بالفارسية: مفرنقاه) هي مستوطنة تقع في قسم فاروج الريفي في إيران. يقدر عدد سكانها بـ 715 نسمة .